# (34745) 2001 QV90
(34745) 2001 QV90 est un objet de la ceinture principale d'astéroïdes intérieure découvert en 2001.

## Description
(34745) 2001 QV90 a été découvert le 22 août 2001 à l'observatoire Magdalena Ridge, situé dans le comté de Socorro, au Nouveau-Mexique (États-Unis), par le projet Lincoln Near-Earth Asteroid Research (LINEAR).

### Caractéristiques orbitales
L'orbite de cet astéroïde est caractérisée par un demi-grand axe de 1,90 ua, un périhélie de 1,71 ua, une excentricité de 0,10 et une inclinaison de 21,88° par rapport à l'écliptique. Du fait de ces caractéristiques, à savoir un demi-grand axe inférieur à 2 ua et un périhélie supérieur à 1,666 ua, il est classé, selon la JPL Small-Body Database, objet de la ceinture principale d'astéroïdes intérieure.

### Caractéristiques physiques
(34745) 2001 QV90 a une magnitude absolue (H) de 15,7 et un albédo estimé à 0,103.